# Ramón Sáez-Royuela
Ramón Sáez Royuela (Burgos, 1932 - Madrid, 28 de julio de 2011) fue un biólogo, ornitólogo y divulgador científico español, destacado por sus obras y ser uno de los fundadores de la Sociedad Española de Ornitología (SEO/BirdLife).

## Biografía
Nacido en el seno de una familia burgalesa con gran tradición cinegética, una enfermedad infantil lo tuvo postrado durante años y, en vez de aficionarse a la caza, lo hizo a la observación de las aves y la lectura. Ya con 18 años realizó sus primeras publicaciones sobre avifauna ibérica. En 1954 fue uno de los fundadores de la Sociedad Española de Ornitología, de la que fue miembro activo toda su vida, tesorero hasta el 2000 y secretario general dos años. Se licenció en Biología en la Universidad Complutense de Madrid en 1957, junto con otros ocho alumnos en la primera promoción de la historia académica de España. Trabajó en el Instituto Nacional de Investigaciones Agrarias (INIA), aunque su verdadera vocación fue la ornitología. Fue profesor ayudante de la cátedra de Francisco Bernis en la Complutense de Madrid y elaboró los primeros informes en España sobre aves anilladas.
Su calidad como divulgador científico quedó plasmada en tres de sus más importantes obras: Guía de las Anátidas de España (1973), (junto con Ramón Coronado y Fernando del Portillo), Guía de INCAFO de las Aves de la Península Ibérica y Baleares  (1980) y Estudio sobre la biología migratoria del orden Anseriformes en España (1985).